# Каннский кинофестиваль 1968
21-й Каннский кинофестиваль открылся 10 мая 1968 года показом картины «Унесённые ветром» и должен был завершиться 24 мая, однако 19 мая был со скандалом закрыт особой декларацией жюри.

## Жюри
- Андре Шамсон, писатель ( Франция) — председатель
- Моника Витти, актриса ( Италия)
- Клод Авелин, писатель ( Франция)
- Борис фон Боррецхольм, режиссёр ( ФРГ)
- Велько Булайич, режиссёр ( Югославия)
- Жан Лескур, писатель ( Франция)
- Луи Маль, режиссёр ( Франция)
- Поль Кадеак д`Арбор, продюсер ( Франция)
- Ян Нордландер ( Швеция)
- Роман Полански, режиссёр ( Польша)
- Роберт Рождественский, поэт ( СССР)
- Теренс Янг, режиссёр ( Великобритания)

## Фильмы — участники фестиваля
| Название                            | Оригинальное название                     | Режиссёр           | Страна                  |
| ----------------------------------- | ----------------------------------------- | ------------------ | ----------------------- |
| Сидящий одесную                     | Black Jesus                               | Валерио Дзурлини   | Италия                  |
| 24 часа из жизни женщины            | Vingt-quatre heures de la vie d'une femme | Доминик Делюш      | Франция                 |
| Анна Каренина                       | Анна Каренина                             | Александр Зархи    | СССР                    |
| Бандиты в Милане                    | Banditi a Milano                          | Карло Лидзани      | Италия                  |
| Чарли Бабблз                        | Charlie Bubbles                           | Альберт Финни      | Великобритания          |
| Светлые ветры                       | Fényes szelek                             | Миклош Янчо        | Венгрия                 |
| Звёзды и солдаты                    | Csillagosok, katonák                      | Миклош Янчо        | Венгрия                 |
| Замок                               | Das Schloß                                | Рудольф Нольте     | Германия                |
| Доктор Глас                         | Doktor Glas                               | Май Сеттерлинг     | Дания, Швеция           |
| Подброшенный камень                 | Feldobott kö                              | Шандор Шара        | Венгрия                 |
| Спасибо, тётя                       | Grazie, zia                               | Сальваторе Сампери | Италия                  |
| Here We Go Round the Mulberry Bush  | Here We Go Round the Mulberry Bush        | Клайв Доннер       | Великобритания          |
| Бал пожарных                        | Horí, má panenko                          | Милош Форман       | Чехословакия, Италия    |
| Протагонисты                        | I protagonisti                            | Марчелло Фондато   | Италия                  |
| Люблю тебя, люблю                   | Je t'aime, je t'aime                      | Ален Рене          | Франция                 |
| Джоанна                             | Joanna                                    | Майкл Сарн         | Великобритания          |
| Легкие «Голуаз»                     | Les Gauloises bleues                      | Мишель Курно       | Франция                 |
| Маленькие солдаты                   | Mali vojnici                              | Бахрудин Цендик    | Югославия               |
| О торжестве и гостях                | O slavnosti a hostech                     | Ян Немец           | Чехословакия            |
| Охлаждённый мятный коктейль         | Peppermint frappé                         | Карлос Саура       | Испания                 |
| Петулия                             | Petulia                                   | Ричард Лестер      | Великобритания, США     |
| Капризное лето                      | Rozmarné léto                             | Иржи Менцель       | Чехословакия            |
| Тевье и его семь дочерей            | טוביה ושבע בנותיו                         | Менахем Голан      | Израиль, Германия       |
| Мотоциклистка                       | The Girl on a Motorcycle                  | Джек Кардифф       | Великобритания, Франция |
| Долгий день для того, чтобы умереть | The Long Day's Dying                      | Питер Коллинсон    | Великобритания          |
| Трилогия                            | Trilogy                                   | Фрэнк Перри        | Великобритания          |
| Чёрные кошки в бамбуковых зарослях  | 藪の中の黒猫                              | Канэто Синдо       | Япония                  |
| Житие Матеуша                       | Żywot Mateusza                            | Витольд Лещиньский | Польша                  |